# Chemin de fer de Voiron à Saint-Béron
Pour les articles homonymes, voir VSB.
Le chemin de fer de Voiron à Saint-Béron ("VSB") était un chemin de fer secondaire à voie métrique, classé tramway, qui circula entre 1895 et 1936, entre les départements de l'Isère et de Savoie pour relier les communes de Voiron et Saint-Béron.
La ligne Voiron - Saint Béron et mesurait 35 kilomètres, dont 25 en Isère. Comme de nombreux chemins de fer secondaires, le VSB était destiné au transport des voyageurs comme à celui des marchandises, notamment des productions sidérurgiques de Saint-Laurent-du-Pont et de Fourvoirie, ou de la distillerie de la Chartreuse.

## Histoire
À l'initiative de M. François Bernard, ingénieur civil demeurant à Saint-Étienne, le gouvernement déclare d'utilité publique le 28 janvier 1893 une ligne de « tramway  à traction mécanique, de Voiron (Isère) à Saint-Béron (Savoie), avec embranchement de Saint-Laurent-du-Pont à Fourvoirie », le terme de traction mécanique signifiant, à l'époque, traction par locomotives à vapeur par opposition à la traction hippomobile, qui était encore employée.
M. Robert constitue une société, la société anonyme du chemin de fer de Voiron à Saint-Béron, par Saint-Laurent-du-Pont (VSB ), et lui transfère ses droits, ce qui est avalisé par le décret du 16 janvier 1894. Le président de cette société est, en 1895, M. Merceron-Vicat. La ligne est soumise au régime juridique des tramways, au sens de l'article 10 de la loi du 11 juin 1880.

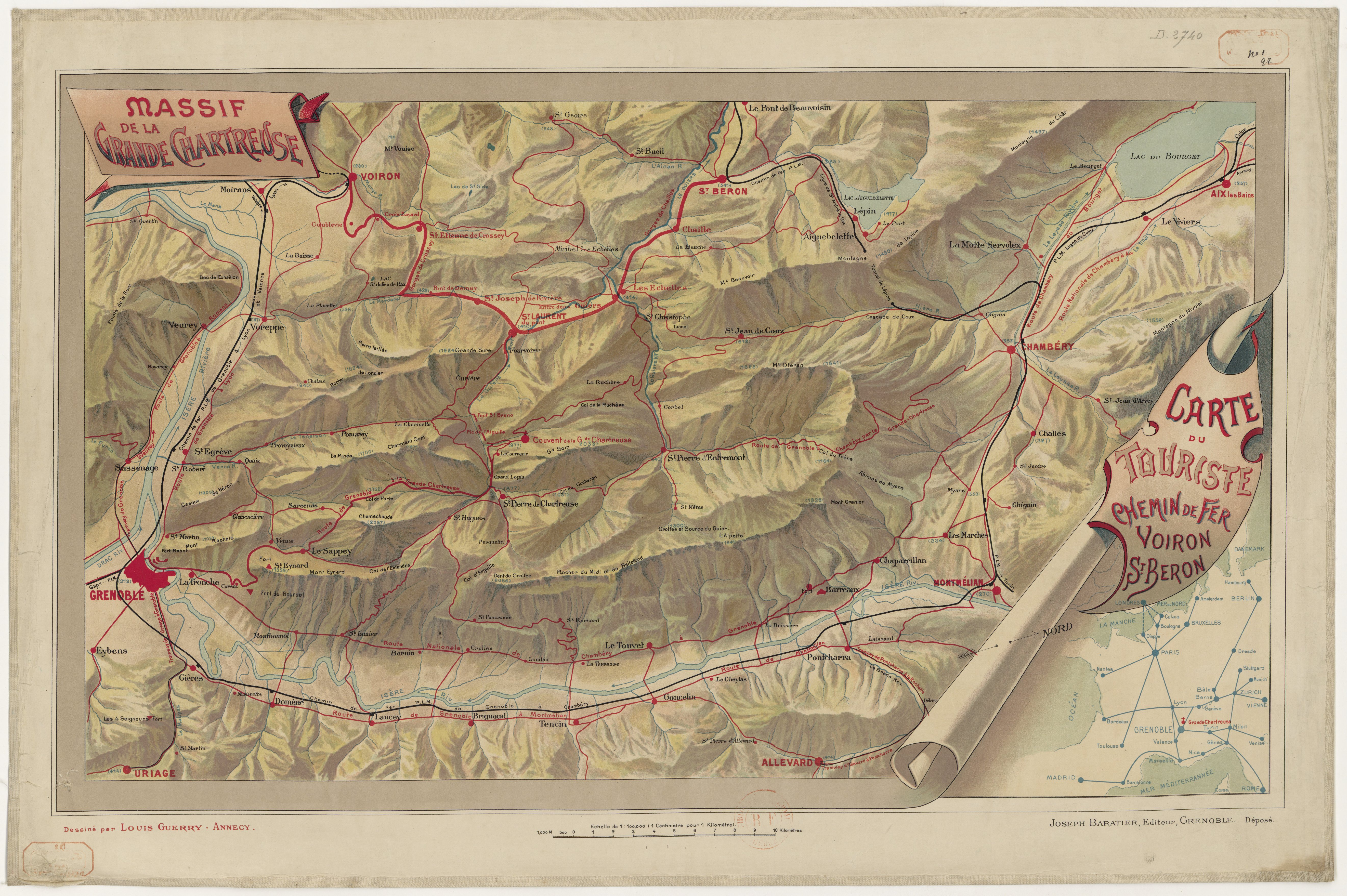
Carte du touriste sur le chemin de fer de Voiron à Saint-Béron, en 1897.

Un troisième décret, du 18 mai 1895, fixe le terminus de la ligne à la gare PLM de Voiron, et non comme initialement prévu, au  Cours Sénozan de cette ville. Le tronçon ainsi abandonné par le VSB, est intégré à la ligne des CEN vers Vienne.
Compte tenu des bouleversements économiques induits par la fin de la Première Guerre mondiale, l'exploitation devient alors déficitaire : elle est reprise par la Société du chemin de fer de l'Est de Lyon.
Le département rachète la concession en 1932, pour l'intégrer à la régie des Voies ferrées du Dauphiné.
L'exploitation ferroviaire durera peu, puisque des autobus remplacent quelques trains dès 1931, pour la remplacer totalement le 30 septembre 1936.
Le déclassement de la ligne intervient en 1939, sauf un court tronçon entre Saint-Béron et une usine électro-métallurgique, qui fermera en 1953.

## Infrastructure

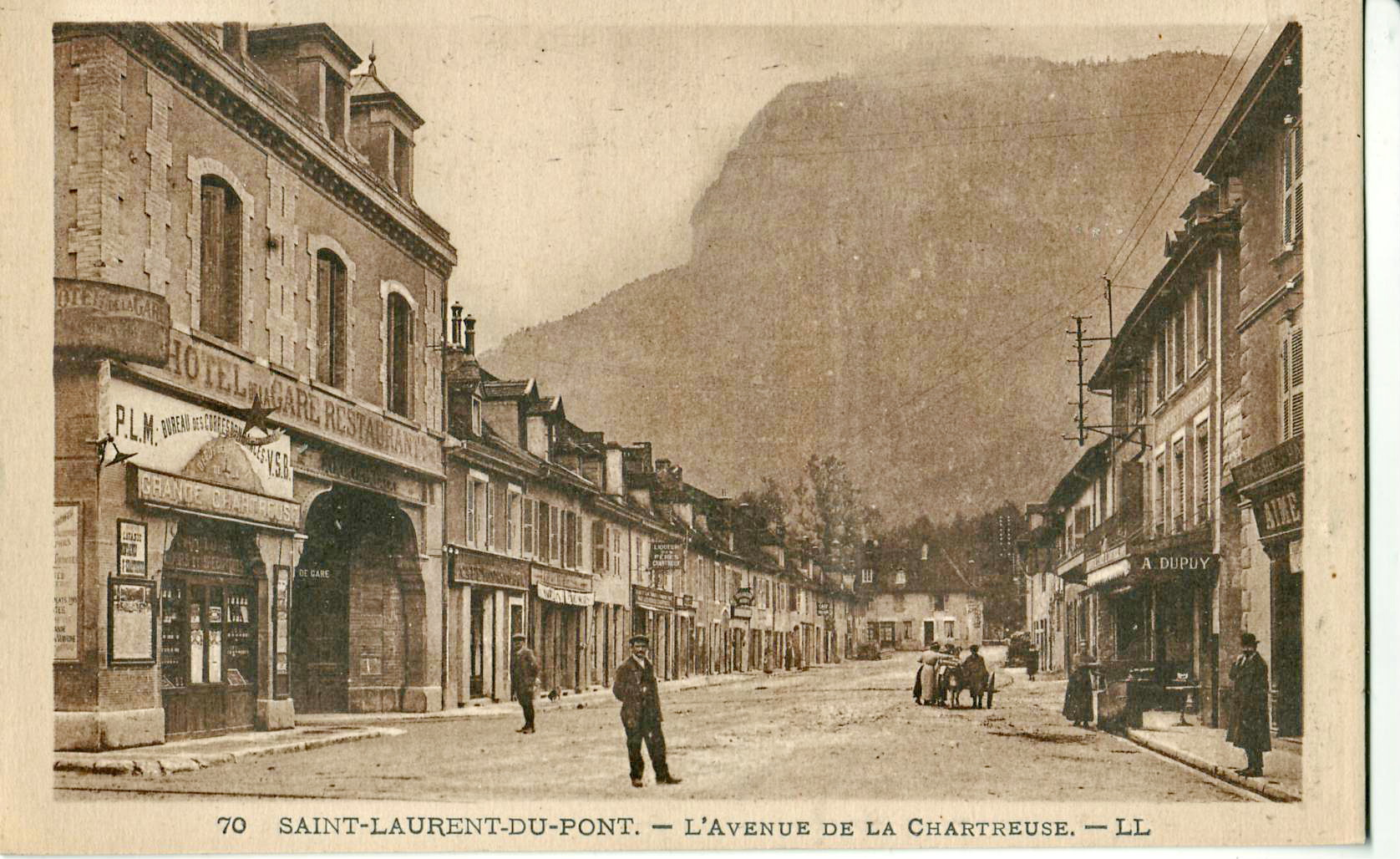
La gare de Saint-Laurent-du-Pont. Le bâtiment abritait également l'Hôtel de la Gare.
La voie à destination de Fourvoirie passait sous le porche de ce bâtiment, et celle reliant Voiron à Saint-Béron au premier plan, avant le bâtiment.
On distingue sur la photo agrandie le rail de ces voies

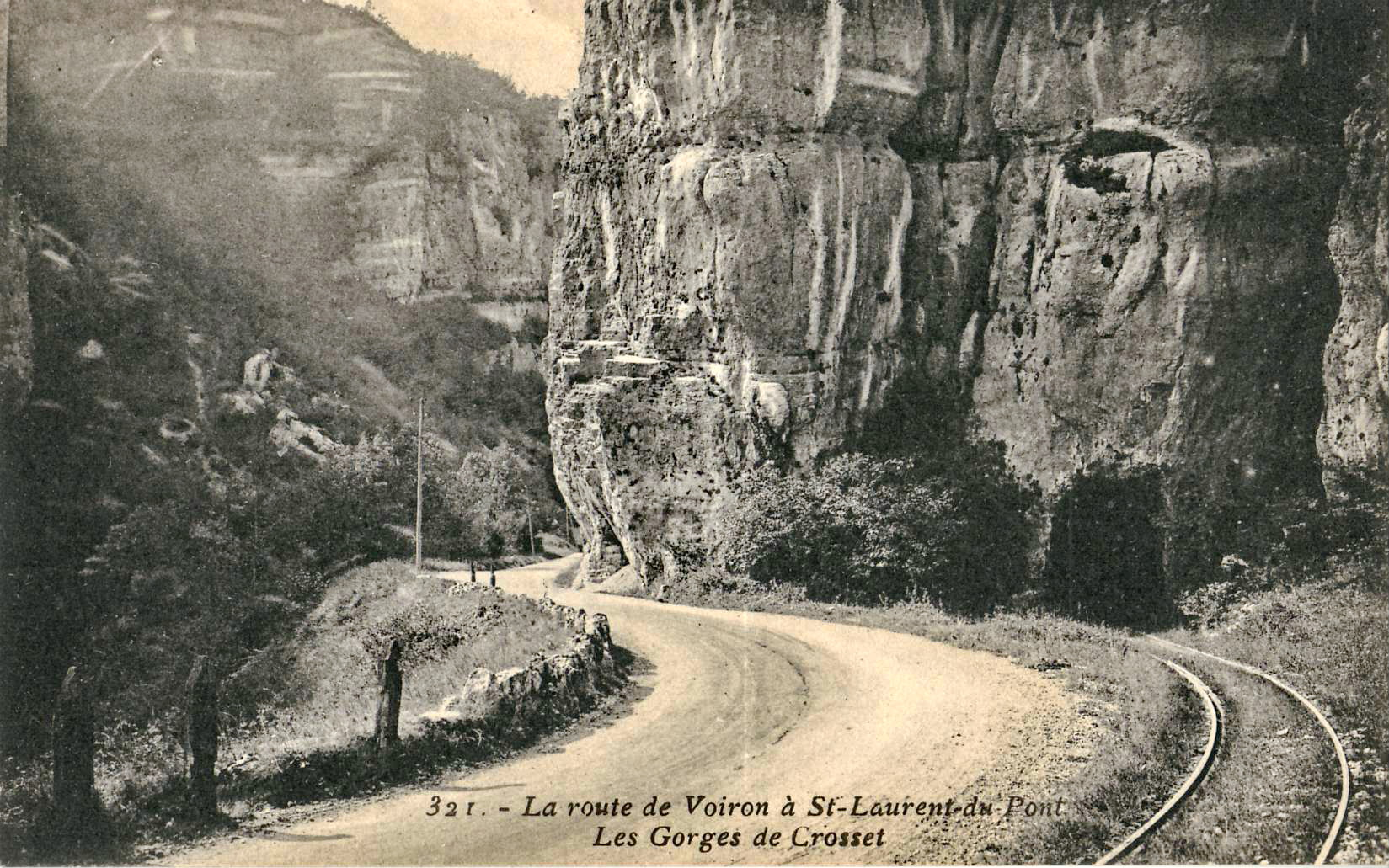
La voie du VSB serpentant dans les Gorges du Crossey

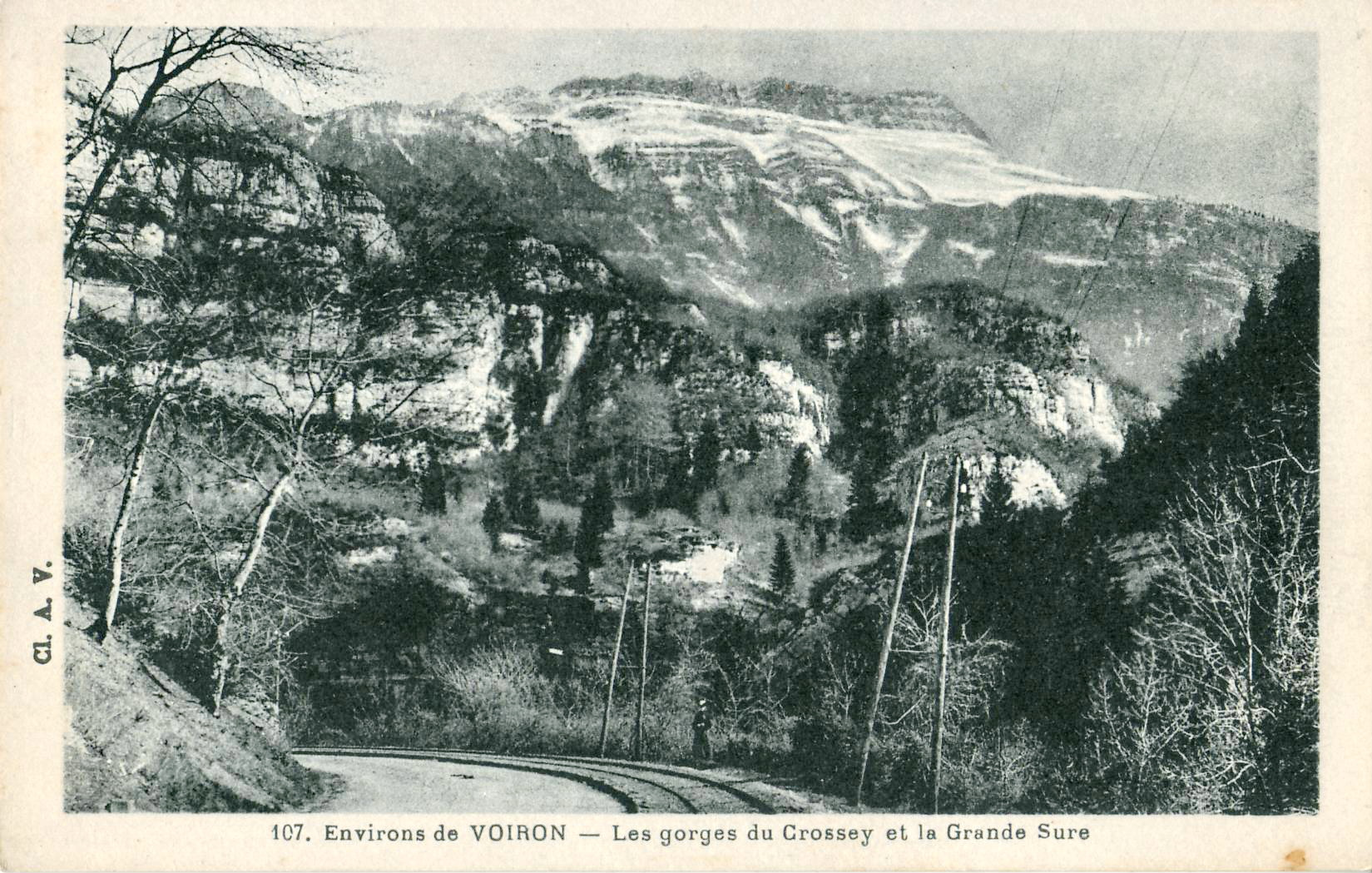
Autre vue de la voie dans les Gorges du Crossey

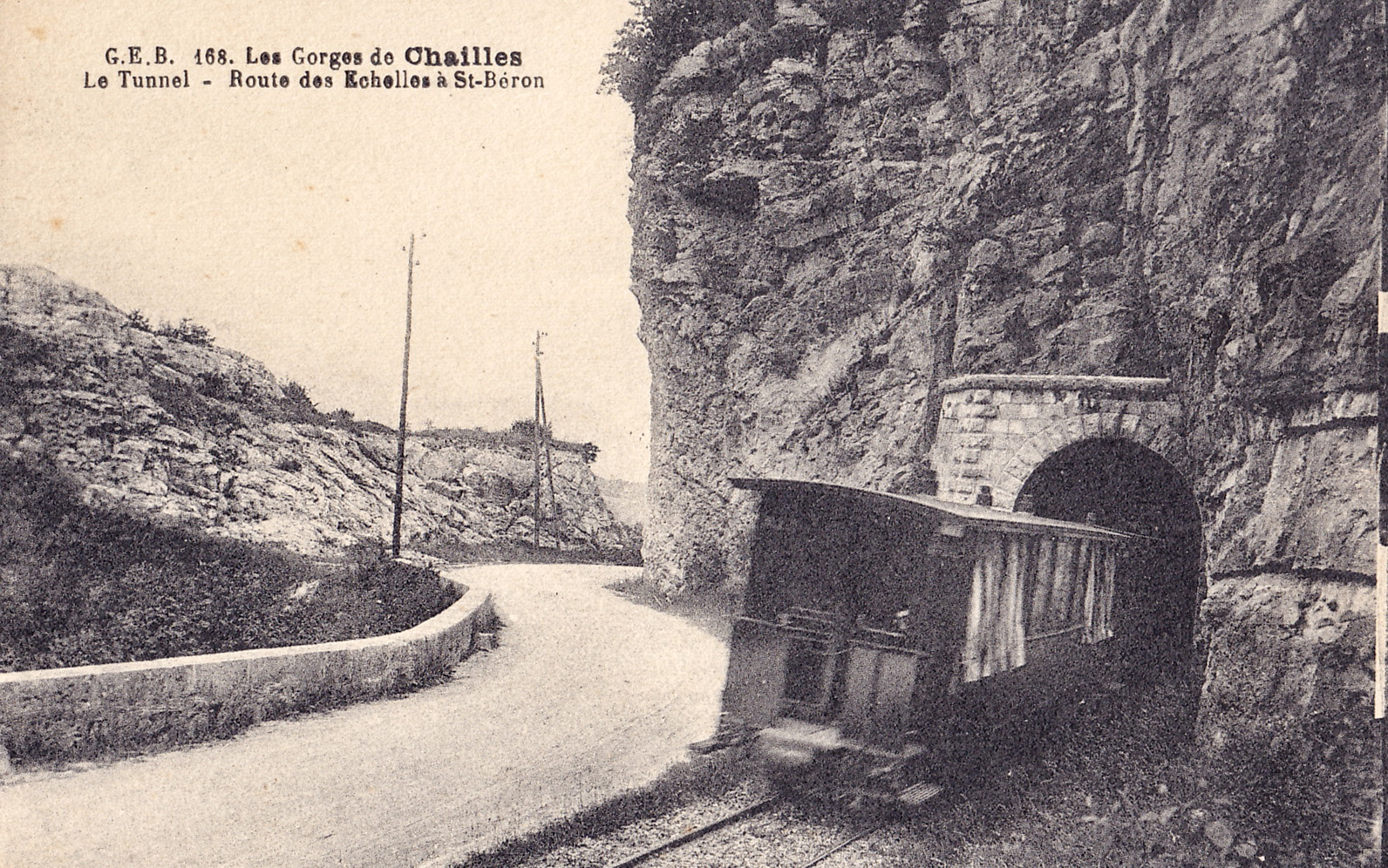
Une rame s'engage dans l'un des tunnels des Gorges de Chailles.

La ligne débutait à la gare de Voiron, où elle disposait d'un quai desservant également les voies métriques des Chemins de fer économiques du Nord (CEN), vers Vienne. Elle franchissait les voies du PLM sur le Pont de Wesseling et sur une voie implantée principalement en site propre, desservait la halte de La Buisse (Gros Bois) puis la gare de Coublevie, la halte du carrefour de la Croix-Bayard et la gare de Saint-Étienne-de-Crossey. La ligne s'engage ensuite dans les gorges de Crossey, passe dans un tunnel sous les montagnes de Rats, dessert la halte de Pont de Demay et arrive à la gare de Saint-Joseph-de-Rivière, puis à celle de Saint-Laurent-du-Pont.
De cette gare partait l'embranchement de Fourvoirie. Celui-ci traversait en biais le bâtiment de la gare, toujours existant, et remontait les gorges du Guiers Mort jusqu'à la distillerie des Pères Chartreux, qu'il longeait avant de rebrousser pour atteindre l'entrée de l'entrepôt. Cet embranchement servait également au transport de  matériaux pour une usine métallurgique attenante à la distillerie,, et pour la cimenterie Vicat de la Pérelle située juste en amont, – cette dernière étant par ailleurs dotée d'un chemin de fer à voie étroite desservant une mine 1 km plus loin, qui seul subsiste aujourd'hui,.
La ligne principale quittait Saint-Laurent-du-Pont en accotement de la route, traversait le Guiers Mort sur un pont près de la gare de Revol et continuait jusqu'à la gare d'Entre-deux-Guiers d'où se détachait un embranchement pour le trafic des marchandises, desservant la papeterie du Pont du moulin neuf. La ligne poursuivait en traversant le Guiers Vif sur un pont métallique avant d'atteindre la gare des Échelles, d'où elle s'engageait dans les Gorges de Chailles. Elle franchissait deux tunnels, avant d'atteindre Saint-Béron. Elle traversait le bourg, contournait l'Hôtel des Gorges de Chailles, croisait la ligne du tramway de Pont-de-Beauvoisin), avant d'atteindre son terminus près de la Gare de Saint-Béron - La Bridoire.

### La voie

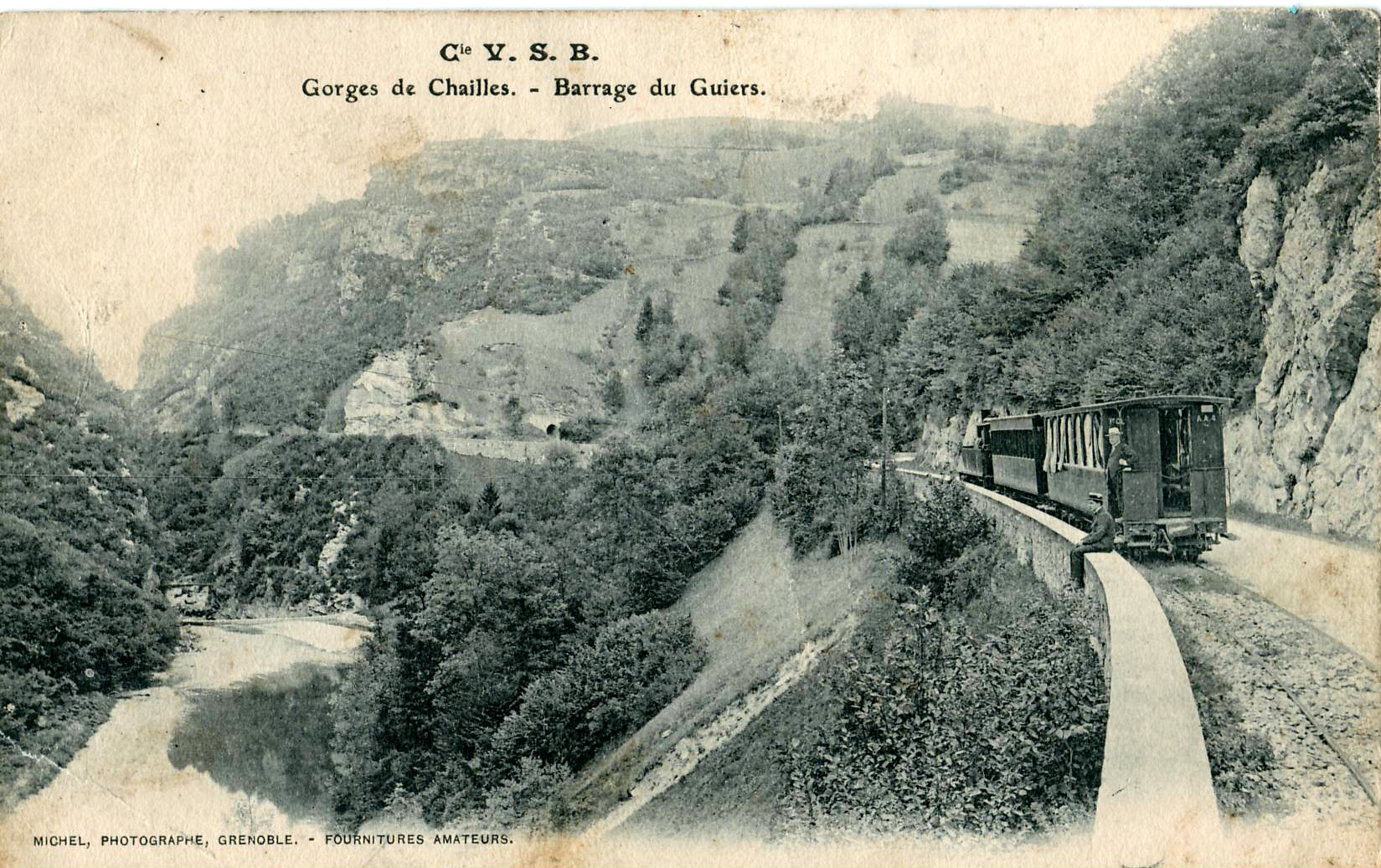
La ligne à voie unique était établie en accotement de la chaussée, comme ici dans les Gorges de Chailles.
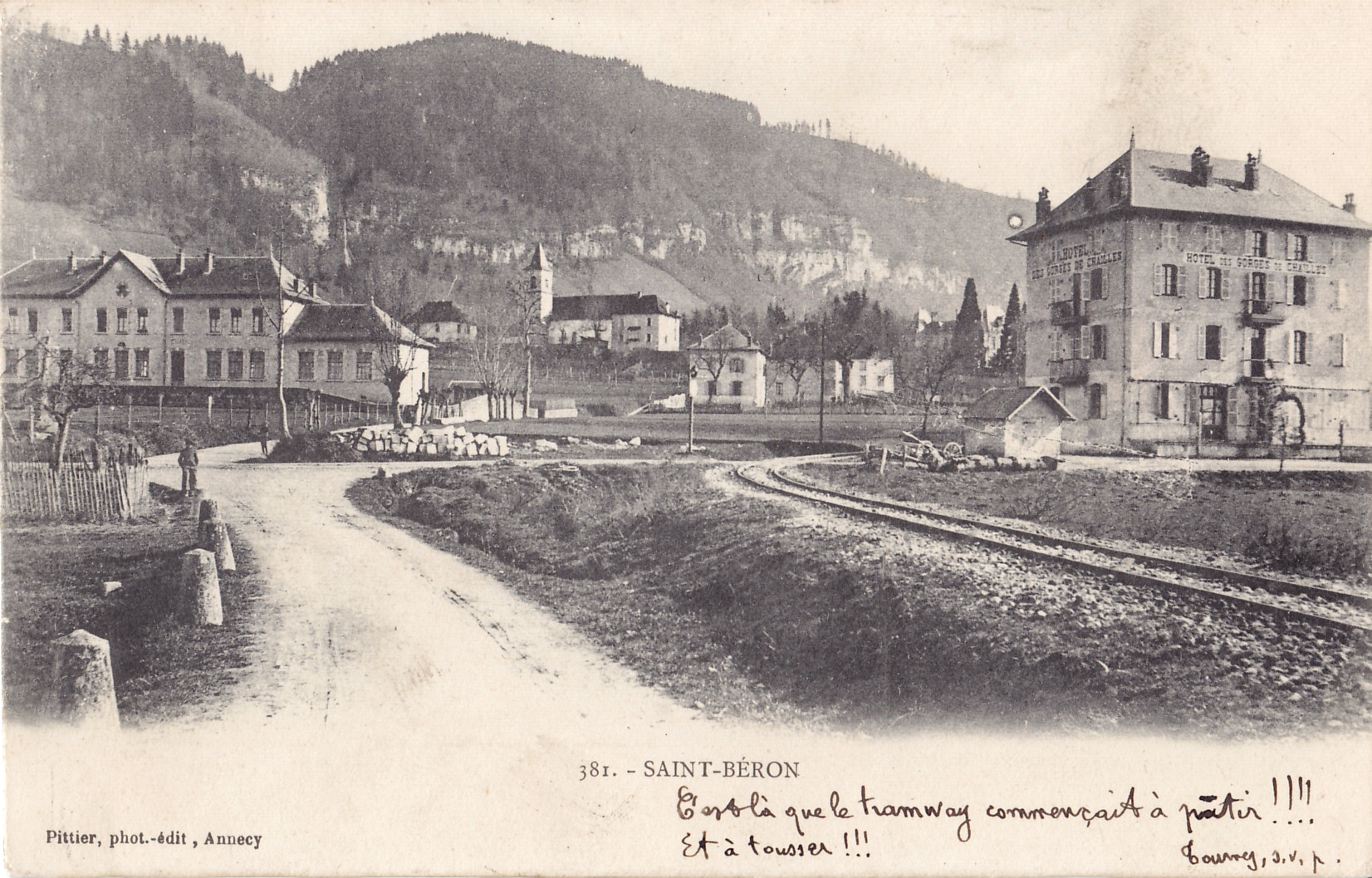
Arrivée de la ligne à Saint-Béron.
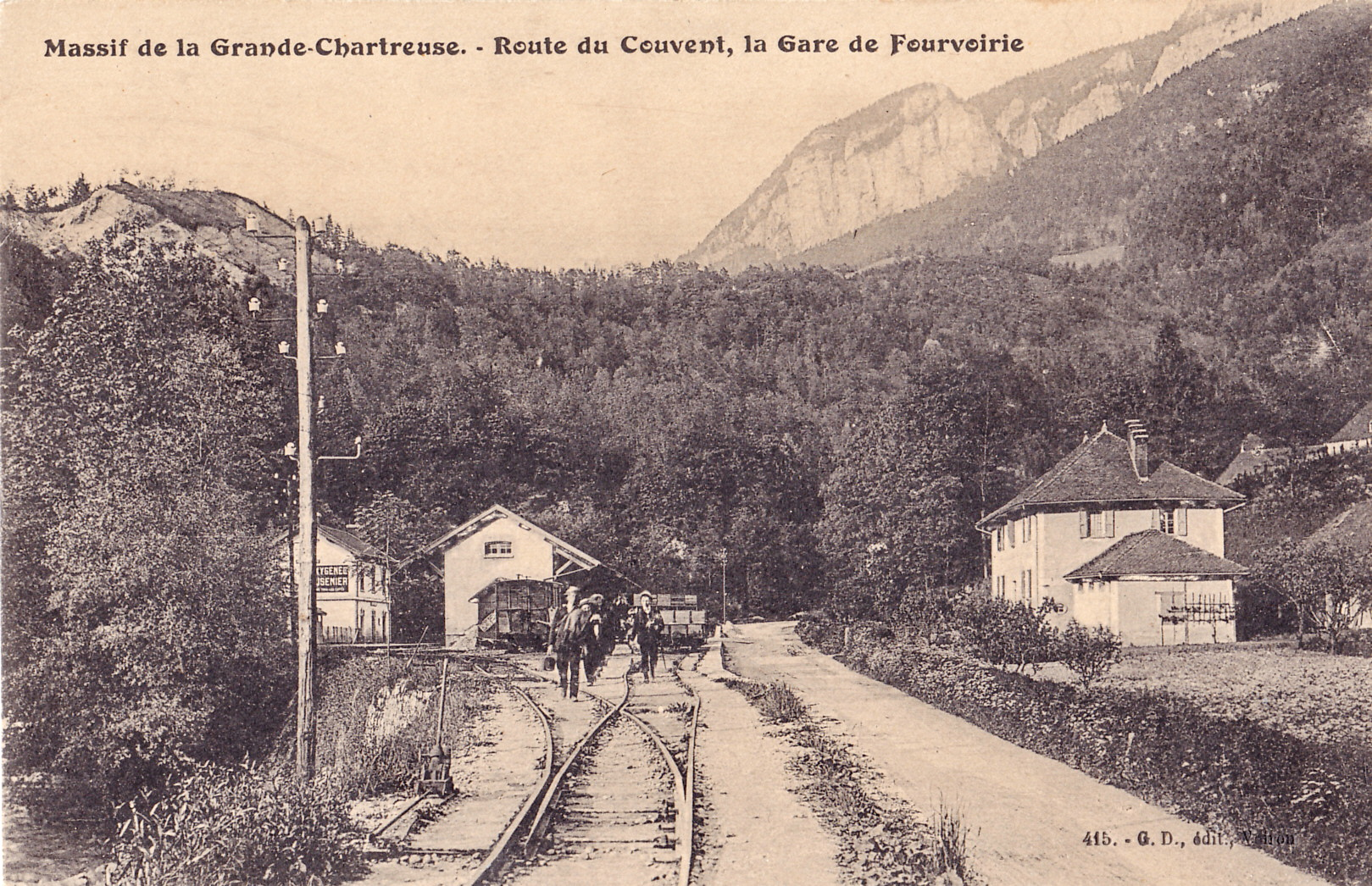
La gare de Fourvoirie

### Dépôt
Le dépôt de la ligne se trouvait à la gare de Saint-Laurent du Pont Revol, gare située à l'extérieur du bourg en direction d'Entre-Deux-Guiers.

### Jonctions avec d'autres réseaux
- Les stations de Voiron et Saint Béron donnaient correspondance au PLM (ligne de Lyon à Grenoble et ligne de Saint-André-le-Gaz à Chambéry).
- La gare de Saint-Béron - La Bridoire donnait correspondance au tramway de Pont-de-Beauvoisin vers Saint-Genix-d'Aoste (chemin de fer de l'Est de Lyon) ;
- En gare de Voiron se trouvait également le terminus de la ligne Vienne - Voiron des Chemins de fer économiques du Nord, reprise dans les années 1930 par les Voies ferrées du Dauphiné.

### Ouvrages d'art
Il existait plusieurs tunnels et un viaduc sur le PLM  à Voiron.

## Exploitation

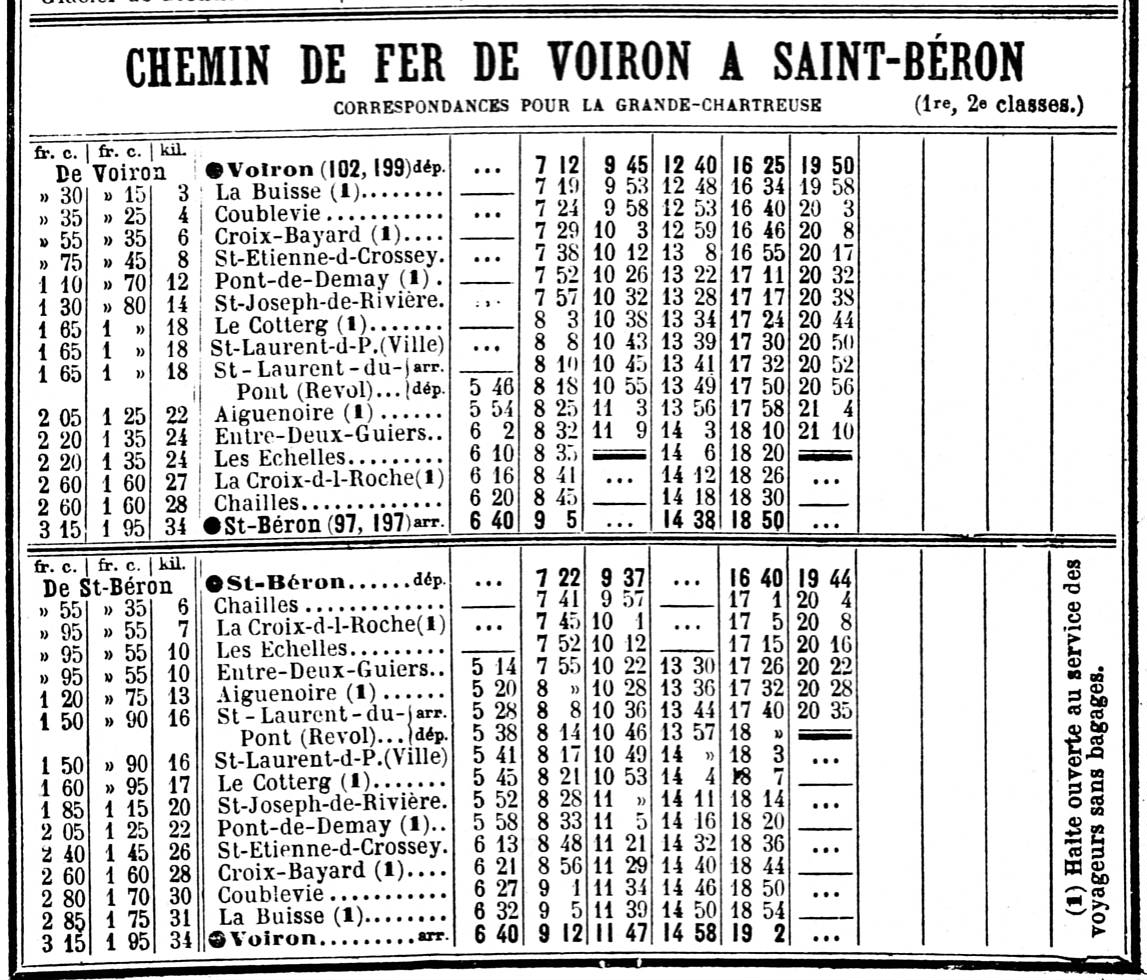
Les horaires de la ligne en mai 1914

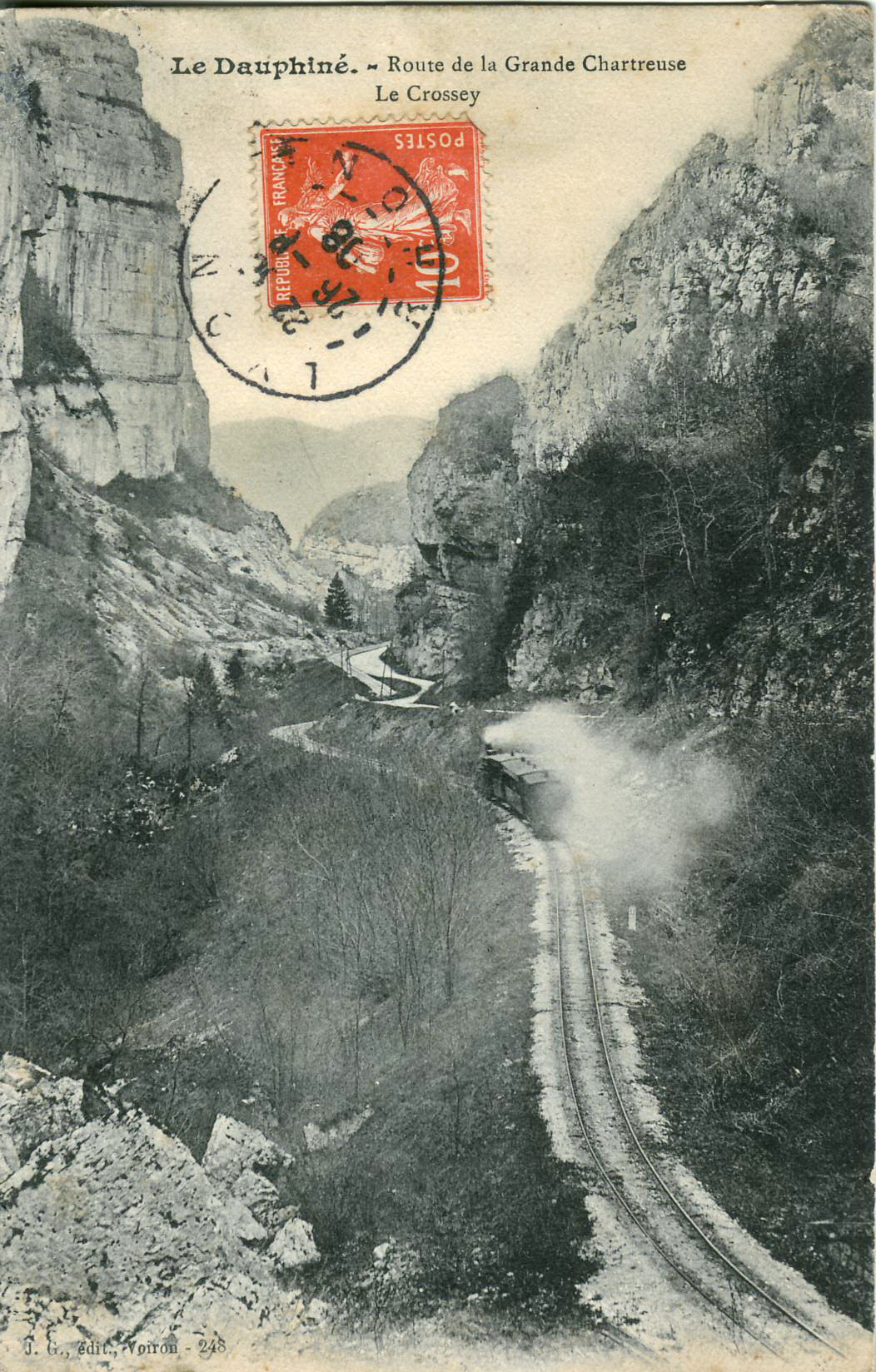
Une rame du V-SB dans les Gorges de Crossey

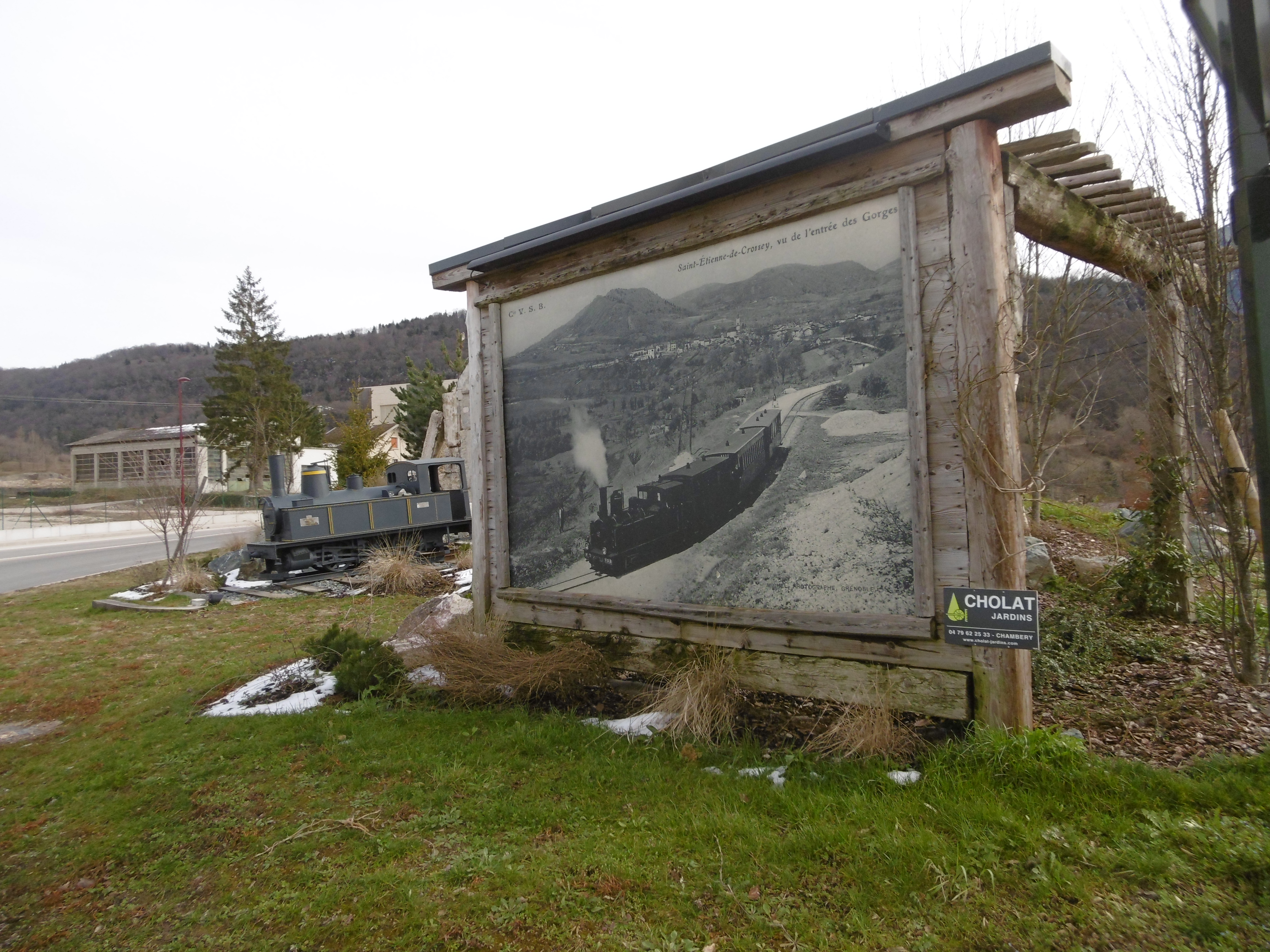
Monument dédié à la ligne de de Chemin de fer de Voiron à Saint-Béron à Saint-Étienne-de-Crossey

Comme pour de nombreux chemins de fer secondaires de l'époque, la ligne était parcourue de bout en bout par trois trains dans chaque sens en mai 1914. Ces trains parcouraient le trajet de 34 km en  deux heures.
En mai 1914, deux aller-retours supplémentaires entre Entre-deux-Guiers et Voiron et un autre  entre le dépôt de Saint-Laurent-du-Pont Revol et Saint-Béron furent mis en service. Cela formait une desserte  supérieure à celle d'autres chemins de fer secondaires français.

### Liste des stations
La ligne desservait les communes suivantes :
- Voiron, (km 0)
- Coublevie, (km 4)
- Saint-Étienne-de-Crossey, (km 9)
- Saint-Joseph-de-Rivière, (km 15)
- Saint-Laurent-du-Pont, (km 19)
- Entre-deux-Guiers, (km 25)
- Les Échelles, (km 25)
- Chailles, (km 29)
- Saint-Béron, (km 35)

### Matériel roulant
Le réseau disposait des matériels suivants : 
- 7 locomotives à vapeur, numérotées 1 à 7, type 030T, fournies par la firme lyonnaise Pinguely (numéros de construction 18 à 24), portant les noms suivants :

no 1 : Grande Chartreuse, (18/1894),
no 2 : La Pérelle, (19/1894),
no 3 : Le Grand Som, (20/1894),
no 4 : Le Frou, (21/1894),
no 5 : Fourvoirie, (22/1894),
no 6 : Chailles, (23/1894)
no 7 : Crossey, (24/1895) ;
- 17 voitures voyageurs:

6  voitures à essieux ;
11 voitures à bogies, ouvertes ou fermées ;
- 145 wagons de marchandises.

## Matériel et installations préservées
- La gare de Coublevie est devenue un vestiaire du stade municipal.
- la gare de Saint-Étienne-de-Crossey est restaurée et préservée[13].
- Un chemin de randonnée, le circuit historique de Coublevie, utilise une partie de la plateforme du V-SB[15].

## Filmographie
- Radio France Bleu Isère, reportages « Sur les traces du VSB », émission « Les routes de l'Isère », 2011